# Sinodromus
Genre
Sinodromus est un genre d'araignées aranéomorphes de la famille des Philodromidae.

## Distribution
Les espèces de ce genre sont endémiques de Chine.

## Liste des espèces
Selon World Spider Catalog (version 26, 18/06/2025) :
- Sinodromus fujianensis Yao & Liu, 2024
- Sinodromus lanyue J. S. Zhang, C. W. Zhang & Zhong, 2025
- Sinodromus perbrevis Yao & Liu, 2024

## Systématique et taxinomie
Ce genre a été décrit par Yao et Liu en 2024 dans les Philodromidae.

## Publication originale
- Wang, Yao, Tang, Li, Liu & Xu, 2024 : « A new genus, Sinodromus gen. nov., with two new species and the first description of the female of Philodromus guiyang Long & Yu, 2022 (Arachnida, Araneae, Philodromidae) from China. » ZooKeys, vol. 296, p. 279-296 (texte intégral).